# Schisandra sphaerandra
Schisandra sphaerandra är en tvåhjärtbladig växtart som beskrevs av Otto Stapf. Schisandra sphaerandra ingår i släktet Schisandra och familjen Schisandraceae. Inga underarter finns listade.